# Plantago serraria
Plantago serraria  (лат.) — растение семейства Подорожниковые, вид рода Подорожник.
Многолетнее травянистое растение, высотой 10—25 см. Листья 50—180 (270) х 5—27 (33) мм, обратно ланцетовидные, симметрично-зубчатые. Двугнездовая капсула с 2—3 семенами. Семена ладьевидные. Цветёт с апреля по июнь.
Страны распространения: Алжир; Марокко; Тунис Бывшая Югославия; Греция; Италия (включая Сардиния, Сицилия); Мальта; Португалия; Гибралтар, Испания. Населяет пастбища, канавы и обочины дорог на высотах 50—660 метров над уровнем моря.